# Paradiskullen
Paradiskullen – kompleks skoczni narciarskich w Örnsköldsvik w Szwecji. W jego skład wchodzą skocznie K90, K55, K35, K20 oraz K10.
Pierwsza skocznia narciarska w Örnsköldsvik powstała w 1961, gruntowną modernizację kompleks przeszedł na przełomie roku 1991 i 1992. W 2004 dwa największe obiekty zburzono, gdyż stały na trasie planowanej linii kolejowej. Ostatecznie odbudowano w innym miejscu jedną ze skoczni, o punkcie konstrukcyjnym K90. Budowę zakończono w 2005 roku. Wszystkie skocznie wyposażone są w igelit. 

## Dane techniczne obiektu
- Punkt konstrukcyjny: 90 m
- Wielkość skoczni (HS): 100 m
- Punkt sędziowski: 100 m
- Oficjalny rekord skoczni: 102,0 m -  Lauri Asikainen (03.03.2007)
- Długość rozbiegu: 93,8 m
- Nachylenie rozbiegu: 36,0°
- Nachylenie progu:  10,5°
- Wysokość progu: 2,3 m
- Nachylenie zeskoku: 35,0°
- Średnia prędkość na rozbiegu: 89,2 km/h

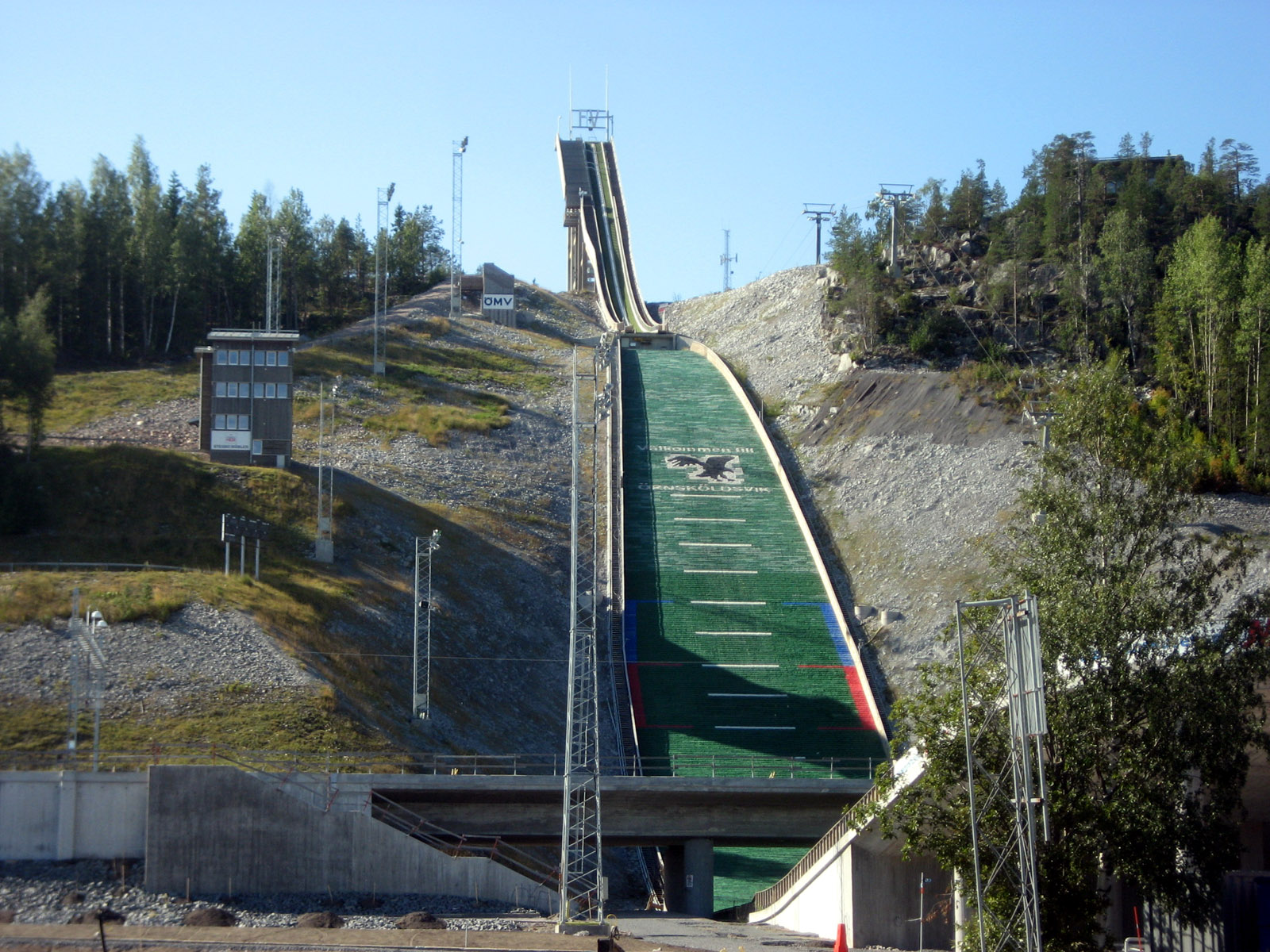
Skocznia K90